# Salvi Harps

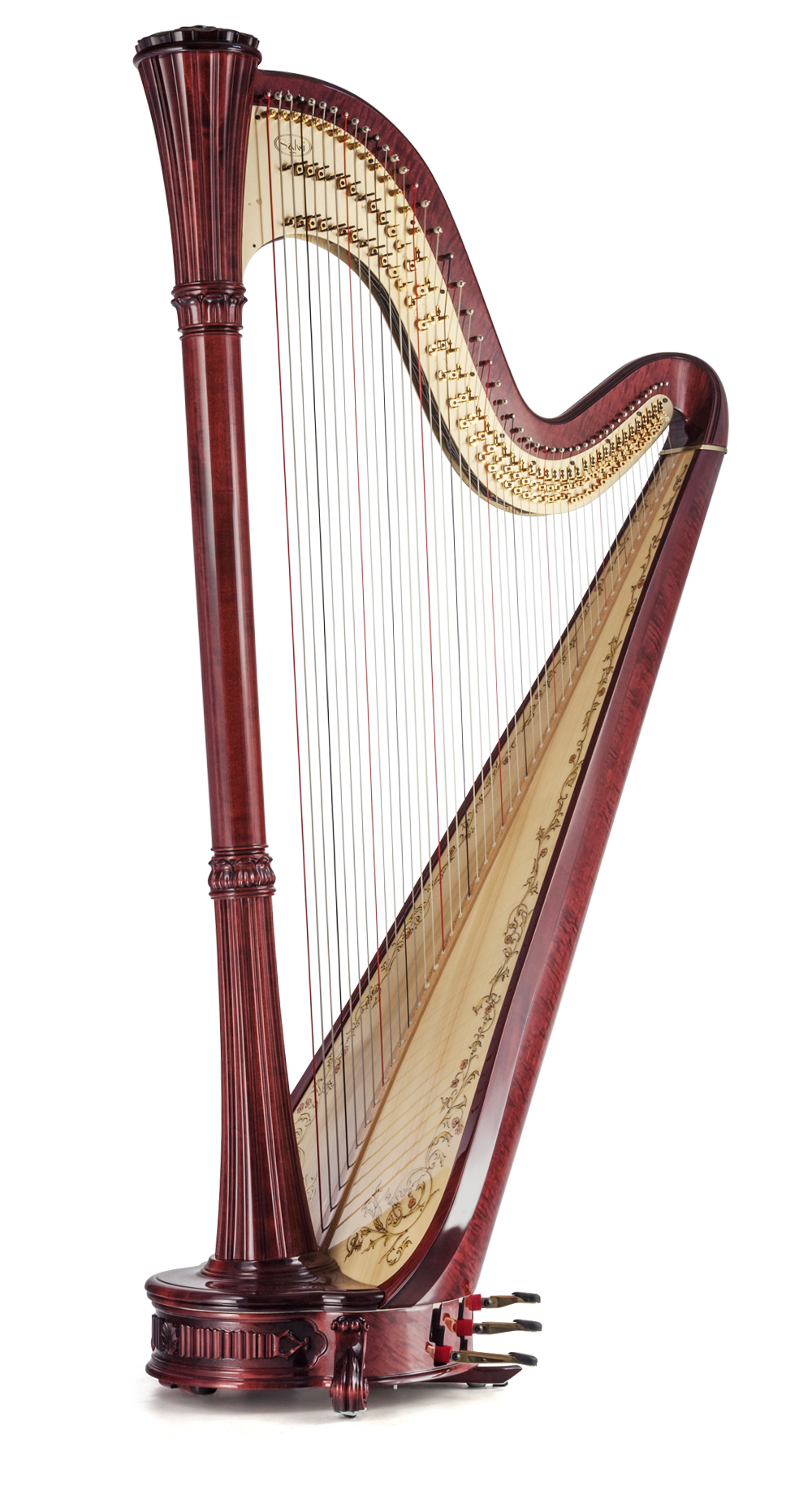
Modell „Diana“ (Herstellerbild)

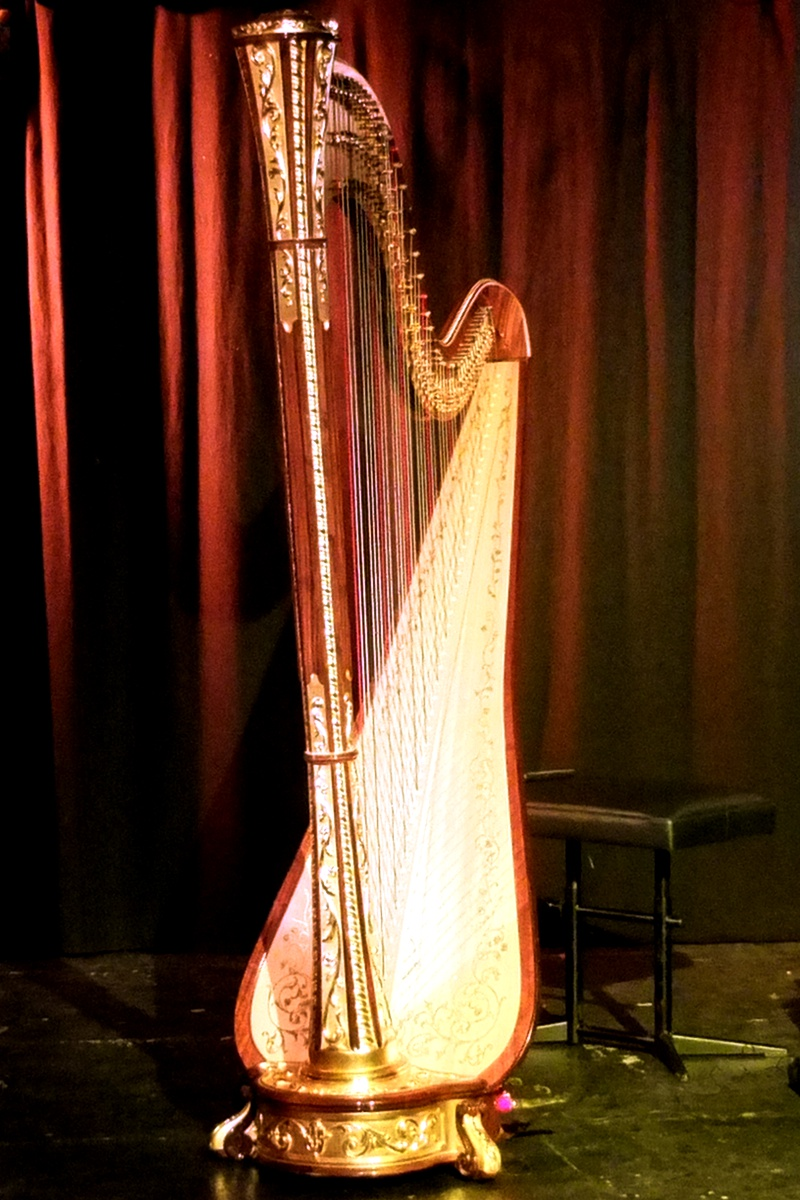
Modell „Minerva Gold Grotesque“ (2016 auf einer Konzertbühne)

Salvi Harps ist eine in Piasco im italienischen Piemont ansässige Harfenmanufaktur. Das Unternehmen ist Weltmarktführer für Konzertharfen.

## Geschichte
Der Vater des Unternehmensgründers Victor (Vittorio) Salvi, Rodolfo Salvi, war ein italienischer Geigen-, Klavier- und Harfenbauer aus Venedig, der 1913 mit seiner Frau aus der für ihre Musikinstrumente bekannten Stadt Viggiano in Süditalien in die USA emigrierte, wo Victor im Jahr 1920 in Chicago geboren wurde. Er erlernte wie seine älteren Geschwister Alberto und Aida das Harfenspiel und wurde während des Zweiten Weltkriegs Harfenist bei der United States Navy Band und später beim New York Philharmonic Orchestra und beim NBC Symphony Orchestra.
Bereits während seiner Tätigkeit als Harfenist begann er – zunächst bedingt durch fehlendes Material während des Kriegs – die Instrumentenbau-Tradition seiner Familie fortzuführen, reparierte Harfen in Chicago und fertigte im Jahr 1954 in New York seine erste Harfe.
1956 gründete er in Genua eine Harfenbaufirma mit dem Namen „N.S.M.“, was für „nuovi strumenti musicali“ (neue Musikinstrumente) steht. 1974 übersiedelte die Fabrik nach Piasco, einem Dorf nahe der Stadt Saluzzo, das eine lange Tradition in der Holzbearbeitung besitzt. Für die Saiten kaufte Salvi die britische Spezialfirma Bow Brand auf, die Mechanik wurde in Sainte Croix in der Schweiz gefertigt.
1987 übernahm Salvi die 1889 gegründete und vor der Insolvenz bedrohte Firma Lyon & Healy aus Chicago.
Victor Salvi verstarb 2015, das Unternehmen wird von seinem Sohn Marco fortgeführt.

## Heutige Situation
Salvi ist einer der großen Hersteller von hochwertigen Harfen, die weltweit vertrieben werden. Etwa 90 Mitarbeiter fertigen jährlich etwa 2000 Harfen aus Fichten- und Ahornholz, davon knapp die Hälfte Konzertharfen (Doppelpedalharfen), Hakenharfen (Harfen mit Halbtonklappen) und elektroakustische Harfen.
Das Tochterunternehmen Lyon & Healy beschäftigt etwa 135 Mitarbeiter in Chicago.

## Museum
Das firmeneigene Museum „Museo dell'arpa ‚Victor Salvi‘“ in Piasco beherbergt seit 2006 eine bedeutende Sammlung historischer Harfen.

## Stiftung
Die „Fondazione Victor Salvi“ fördert seit 2000 das weltweite Harfenspiel. Sie richtet Wettbewerbe aus, vergibt Stipendien und Kompositionsaufträge und verleiht Instrumente.